# Hyphessobrycon isiri
Hyphessobrycon isiri är en fiskart som beskrevs av Almirón, Casciotta och Koerber 2006. Hyphessobrycon isiri ingår i släktet Hyphessobrycon och familjen Characidae. Inga underarter finns listade i Catalogue of Life.